# Pole pszenicy z krukami
Pole pszenicy z krukami (niderl. Korenveld met kraaien) – jeden z ostatnich obrazów namalowanych przez holenderskiego malarza Vincenta van Gogha. Wielu reprezentuje pogląd, że jest to obraz ostatni, czy nawet malowany podczas ostatniego spaceru, kiedy Vincent postrzelił się, jak to przedstawiono w filmie Pasja życia. Obraz znajduje się w Muzeum Vincenta van Gogha w Amsterdamie.

## Historia i opis
Sprawa ustalenia dokładnej daty powstania dzieła budzi kontrowersje. Zgodnie z chronologią zaproponowaną przez historyka Jana Hulskera istnieje siedem późniejszych obrazów mistrza. Sam artysta wspomina w listach trzy obrazy namalowane w Auvers przedstawiające rozległe pola pod ciemnym, posępnym niebem. Bezspornym faktem pozostaje, że obraz powstał w ostatnim miesiącu życia Vincenta.
Malowidło przedstawia panoramiczne ujęcie pól oraz rozstaje dróg z widocznymi powyżej czarnymi ptakami, a wszystko okryte złowrogim, zachmurzonym, niemal czarnym niebem. Zgodnie z rozpowszechnioną interpretacją obraz wyrażać ma stan emocjonalny van Gogha z ostatnich dni jego życia. Rozstaje dróg symbolizują rozterkę i brak jasnych widoków na przyszłość, kruki są symbolem upadku i śmierci. Uczucie pustki i osamotnienia potęgowane jest przez czarne, przytłaczające niebo.